# Gavril Ghițaș
Ioan-Gavril Ghițaș este un general (cu 4 stele) român, care a îndeplinit funcția de adjunct al șefului Statului Major General al Armatei Române. 
Este doctor în științe militare. În iulie 1999, generalul de divizie Gavril Ghițaș a fost înlocuit din funcția de locțiitor al șefului Statului Major General, fiind numit reprezentant militar la Cartierul General al Alianței Nord-Atlantice (NATO). 
Generalul Ioan-Gavril Ghițaș a fost înaintat la gradul de general de divizie (cu 2 stele) la 26 noiembrie 1998  și apoi la cel de general-locotenent (cu 3 stele) la 10 februarie 2003 .
La data de 1 noiembrie 2004, a fost înaintat la gradul de general (cu 4 stele), fiind trecut în rezervă cu același grad. 